# アウグスト (ザクセン＝ゴータ＝アルテンブルク公)
エミール・レオポルト・アウグスト（独: Herzog Emil Leopold August von Sachsen-Gotha-Altenburg, 1772年11月23日 - 1822年5月27日）は、ドイツのザクセン＝ゴータ＝アルテンブルク公（在位：1804年 - 1822年）。

## 生涯
アウグストはザクセン＝ゴータ＝アルテンブルク公エルンスト2世と、その妻でザクセン＝マイニンゲン公アントン・ウルリヒの娘であるシャルロッテとの間の次男として生まれた。兄のエルンストが夭折したため、幼い頃から公爵家の世継ぎ公子として育てられた。アウグストは大変優れた教育を受け、ジャコバン派と通じている周囲の人々から自由、平等、友愛といった新しい思想を吸収していた。
1804年に公国の統治者となる頃には、アウグストはナポレオン1世の熱烈な崇拝者となっていた。そのおかげでアウグストとザクセン＝ゴータ＝アルテンブルク公国は、ナポレオン戦争において利益に与る側に回ることができた。公国は1806年よりライン同盟に参加した。アウグストが最も熱中したのは新古典主義様式の室内装飾であり、フリーデンシュタイン城 (de) に自らデザインした「ナポレオンの間」を作った。この小美術館「ナポレオンの間」はナポレオン1世が何度かゴータにアウグストを訪ねた時にフランス皇帝の寝所として使われ、またアウグストはナポレオンに豪華な馬車を献上したりしている。
1806年のフランス軍によるドイツへの進駐が起きると、アウグストは避難せずゴータに残ってフランス兵による領民への乱暴狼藉を最小限に抑えた。アウグストはフランス軍に批判的なジャーナリスト、ルドルフ・ザハリアス・ベッカー (de) を擁護し、フランス軍側に捕らえられたベッカーの即時釈放を実現させた。
アウグストはジャン・パウル、スタール夫人、ベッティーナ・フォン・アルニムらの文学者と頻繁に文通をする仲であった。彼自身、1805年に『キレニオン、アルカディアでの1年（Kyllenion - Ein Jahr in Arkadien）』という詩的な長編小説を執筆している。アウグストは芸術の後援者そして美術品収集家として有名であったほか、大の変人として通っていた。ヨハン・ヴォルフガング・フォン・ゲーテは彼を「楽しいと同時にむかむかする人物」と呼んでいる。アウグストに借金を肩代わりしてもらった作曲家カール・マリア・フォン・ウェーバーは、公爵への感謝の証に「ピアノ協奏曲第2番」を献呈している。
アウグストには女権拡張論者としての一面もあり、さらにしばしば好んで女装をして人前に姿を現し、ゴータ宮廷を狼狽させていた。アウグストの文学著作には、公爵自身が同性愛傾向を持っていたことを窺わせる部分がある。
ナポレオンがワーテルローの戦いで最終的に没落しウィーン会議が開催された後、アウグストは王侯貴族からも外交官からもペルソナ・ノン・グラータとして扱われ、愛国主義的な一般人たちも彼を忌み嫌った。こうした中でアウグストは1822年に謎の突然死を遂げ、宮殿の庭園の池の中に浮かぶ小島にあった父の墓の隣に、フリーメイソン式に埋葬された。墓にはアウグストが眠ることを示す墓標がない。

## 結婚と子女
アウグストは2度結婚している。最初の妻はメクレンブルク＝シュヴェリーン大公フリードリヒ・フランツ1世の娘ルイーゼ・シャルロッテであった。夫妻は娘を1人もうけた。
- ルイーゼ（1800年 - 1831年） - 1817年、ザクセン＝コーブルク＝ザールフェルト公エルンスト1世と初婚（1826年離婚）、1826年にアレクサンダー・フォン・ハンシュタイン男爵と再婚

アウグストはルイーゼ・シャルロッテと死別後、1802年にヘッセン選帝侯ヴィルヘルム1世の娘カロリーネ・アマーリエと再婚した。間に子供は生まれなかった。